# Marc Maron
Marc David Maron, ameriški igralec, pisatelj, avtor in komik, * 27. september 1963, Jersey City, New Jersey, ZDA.                                                                                                                                
V devetdesetih letih in po letu 2000 je bil Maron pogost gost v Pozni oddaji z Davidom Lettermanom in je več kot štirideset na Late Night delal s Conanom O'Brienom, bolj kot kateri koli drugi komik. Od leta 1993 do 1994 je vodil gledališče Comedy Central s kratko pozornostjo in nadomestil Jona Stewarta. Bil je tudi reden gost na zasedbi Tough Crowd s Colinom Quinnom in je gostil kratkotrajno ameriško različico britanskega šova iz leta 2002, Never Mind the Buzzcocks na VH1. Bil je redni član levega radijskega omrežja Air America od leta 2004 do 2009, služil je v oddaji Marc Maron in sodeloval pri gostovanju Morning Sedition in Breakroom Live.
Septembra 2009, kmalu po preklicu programa Breakroom Live, je Maron začel voditi dvakrat tedensko oddajo WTF z Marcom Maronom, kjer je v Highland Parku v Los Angelesu v Kaliforniji intervjuval komike, avtorje, glasbenike in znane osebnosti. Poudarki vključujejo epizodo iz leta 2010 z Louisom C.K. ki jo je revija Slate ocenila kot prvo epizodo podcast vseh časov, intervju leta 2012 s komikom Toddom Glassom, v katerem je Glass javno razkril, da je gej, in intervju iz leta 2015 s predsednikom Barackom Obamo. 
Od leta 2013 do 2016 je igral v lastni televizijski komični seriji IFC Maron, za katero je deloval tudi kot izvršni producent in občasni pisatelj. Od leta 2017 sodeluje v Netflixovi komični seriji GLOW. Igral je tudi manjšo vlogo v filmu Joker leta 2019.